# Чанакя
Чанакя (на санскрит: चाणक्य) е индийски преподавател, философ и политически съветник.
Той е пръв съветник на Чандрагупта Мауря, допринесъл значително за неговото издигане на власт като първия император на Мауря – първата държава, успяла да обедини почти цяла Индия.
Често е идентифициран с автора на политическия трактат „Артхашастра“, наричан в самия текст Каутиля или Вишнугупта. Смятан е за пионера на икономическите науки и политологията, тъй като пише по тези въпроси хилядолетие и половина преди Ибн Халдун.
Отличава се със своята хитрост и тънък политически ум, поради което често е сравняван от индийските историци с Макиавели. В драмата „Мудраракшаса на джаинистките традиции“ е изобразяван като ценител на изкуството на политическите интриги, използвайки всички средства за постигане на тази цел. Чанакя е преподавал в Таксила, древен център за обучение. Неговите творби са загубени към края на династията Гупта, но биват преоткрити до 1915 г.

## Исторически извори
За ролята му при създаването на империята Мауря на Чанакя е отделено значително внимание в историческо-религиозния роман "The Courtesan and the Sadhu“ от Dr. Mysore N. Prakash.
Приписвани са 2 книги като дело на Чанакя, който е известен и с името Чанакя Нити. „Артхашастра“ обсъжда паричната и фискалната политика, здравеопазването, международните отношения и военни стратегии в детайли. „Нетишастра“ е трактат, описващ идеалния начин на живот и показващ дълбокото проучване на Чанакя на индийския начин на живот. Дело на Чанакя са и „Нети Сутри“, които включват афоризми и съдържателни сентенции. Те дават примери относно държанието на човека в обществото. От тези 455 сутри около 216 се отнасят за Раджа Нети и описват какво трябва и какво не трябва да се прави при управлението на държавата. Очевидно Чанакя използва тези сутри при обучението на Чандрагупта Мауря и други избрани ученици в изкуството да се управлява царството.
За епохата, в която е живял, Чанакя е бил високо образован човек. Той е познавал ведическата астрология, като мислите му по тази тема могат да се открият в текста, наречен „саравали“ (saravali).

## Легенди
Томас Траутмън – специалист по древноиндийска история и преподавател в Мичиганския университет, изтъква няколко основни елемента, присъстващи във всички известни легенди, свързани с Чанакя:
- Чанакя е роден с пълен набор от зъби. Според поверията това е знак, че детето ще стане владетел. Тъй като Чанакя произхожда от кастата на брахманите, било почти сигурно, че пророчеството няма да бъде изпълнено. Ето защо зъбите на Чанакя били счупени, но въпреки това съдбата не могла да бъде избегната и практически Чанакя успява да управлява страната посредством влиянието си над официалния владетел.
- Още в детска възраст Чанакя проявява качества на роден лидер. Неговото ниво на знания надхвърля това на децата на негова възраст.
- Кралят от династията Нанда, в знак на неуважение, изхвърля Чанакя от своя двор. Това подклажда у него желание за отмъщение. Той успява да организира група, чрез която да детронира настоящата династия и да стане съветник на новия управник Чандрагупта Мауря.
- Чанакя познава Чандрагупта още от малко дете. Дори и на тази детска възраст той успява да забележи лидерските качества, които са присъщи за един император. Ето защо той се превръща в движещата сила зад Чандрагупта, която го прави способен император.
- Първоначалните опити на Чанакя да свали Нанда срещат провал. Тактиката му се преобръща когато забелязва майка да мъмри детето си, което се храни с топла овесена каша, вземайки от средата на купичката, а не от кашата в близост до стените на съда, където по-бързо изстива. Така Чанакя преразглежда опитите си за сваляне на Нанда и вместо в сърцето започва да атакува Нанда бавно и методично в тяхната периферия.
- Чанакя променя съюза си с планинското царство Парвата, след като разбира, че неговият крал нарушава клаузите на сключения договор.
- Чанакя ползва услугите на един фанатичен тъкач, за да се отърве от бунтовниците в царството.
- Ежедневно Чанакя добавя малки количества отрова в храната на Чандрагупта, за да го направи устойчив към нея в случай, че враг се опита да го отрови.[12]
- Без да подозира, че кралицата е бременна в деветия месец, Чанакя поставя отрова и в нейната храна. За да осигури наследник на трона, Чанакя изважда плода оперативно. Наследникът е кръстен Биндусара, защото бил докоснат от капка (bindu) кръв, напоена с отрова.[13]
- Новороденият наследник по-късно става император. Негов съветник става Субандху. И двамата не харесвали Чанакя. Стига се до там, че Субандху казва на Биндусара, че Чанакя е убиецът на неговата майка.
- Без да оцени фактите, Биндусара обвинява Чанакя. Той не знае цялата история и след като я научава, почувствал се засрамен от прибързаните му действия, моли Чанакя за прошка. Той кара Субандху също да се извини на Чанакя и да го помоли да се върне.
- Субандху обаче проявява хитрост и под претекст, че ще се извини на Чанакя, всъщност го убива. По този начин той слага край на живота на един велик човек само заради политическо съперничество.

## В медиите
Историята за Чанакя и Чандрагупта е пресъздадена във филм на езика телугу през 1977 г., озаглавен „Chanakya Chandragupta“. Akkineni Nageswara Rao влиза в ролята на Чанакя, а Nandamuri Taraka Rama Rao играе Чандрагупта.